# Matias Cardoso
Matias Cardoso is een gemeente in de Braziliaanse deelstaat Minas Gerais. De gemeente telt 11.037 inwoners (schatting 2009).

## Aangrenzende gemeenten
De gemeente grenst aan Gameleiras, Itacarambi, Jaíba, Manga, São João das Missões, Iuiú (BA) en Malhada (BA).